# Lopus decolor
Lopus decolor – gatunek pluskwiaka z podrzędu różnoskrzydłych i rodziny tasznikowatych (Miridae). Jedyny polski przedstawiciel rodzaju Lopus.

## Budowa ciała
Owad ma ciało długości od 3,8 do 4,8 mm o kształcie u samców bardziej wydłużonym, a u samic owalnym. Ciało o barwie szarobrązowej do żółtawej u samców i żółtobrunatnej u samic. Jaśniejsze jest u samca. Tarczka barwy ciemnobrązowej, ciemniejsza od półpokryw. 

## Tryb życia
Pluskwiak ten jest fitofagiem żerującym na trawach i sitach. Imagines pojawiają się od czerwca do sierpnia. Zimują jaja. Posiada jedno pokolenie rocznie.

## Występowanie
Owad ten występuje w całej Europie, a zawleczony został też do Ameryki Północnej i na Nową Zelandię. W Polsce wszędzie pospolity.